# مايك فوستر (سياسي)
مايك فوستر (بالإنجليزية: Michael John Foster) هو محاضر ومحلل مالي وسياسي بريطاني، ولد في 14 مارس 1963 في برمنغهام في المملكة المتحدة. حزبياً، نشط في حزب العمال. في الانتخابات العامة في المملكة المتحدة 1997 ‏، انتخب عضو البرلمان الثاني والخمسون للمملكة المتحدة عن دائرة وستر وقد انضم خلال فترته النيابية ‏ (1 مايو 1997 – 14 مايو 2001) للكتلة البرلمانية حزب العمال وفي الانتخابات العامة في المملكة المتحدة 2001، انتخب عضو برلمان المملكة المتحدة الـ53 عن دائرة وستر وقد انضم خلال فترته النيابية ‏ (7 يونيو 2001 – 11 أبريل 2005) للكتلة البرلمانية حزب العمال وفي الانتخابات العامة في المملكة المتحدة 2005، انتخب عضو برلمان المملكة المتحدة الـ54 عن دائرة وستر وقد انضم خلال فترته النيابية ‏ (5 مايو 2005 – 12 أبريل 2010) للكتلة البرلمانية حزب العمال.